# Джайхунський район
Кумсангі́рський район (тадж. Ноҳияи Қумсангир) — адміністративна одиниця другого порядку у складі Хатлонської області Таджикистану. Центр — селище Дусті, розташоване за 55 км від Курган-Тюбе.

## Географія
Район розташована у долині річки П'яндж та уздовж Вахського каналу. На заході межує з Джилікульською, на сході — з П'яндзьким, на півночі — з Джалолідіна Румі районами Хатлонської області, на півдні має кордон з Афганістаном.

## Населення
Населення — 117000 осіб (2013; 114200 в 2012, 111400 в 2011, 107800 в 2010, 105200 в 2009, 102800 в 2008, 100900 в 2007).

## Адміністративний поділ
Адміністративно район поділяється на 5 джамоатів (раніше їх було 6), до складу яких входить 1 селище та 45 сільських населених пунктів:
| Район                  | Площа, км² | Населення, осіб | Центр     | Населені пункти |
| ---------------------- | ---------- | --------------- | --------- | --------------- |
| Дустійський джамоат    | -          | 10430           | Дусті     | -               |
| Крупський джамоат      | -          | 9847            | Крупська  | -               |
| Кумсангірський джамоат | -          | 18724           | Кумсангір | -               |
| П'яндзький джамоат     | -          | 22644           | П'яндж    | -               |
| Тельманський джамоат   | -          | 16766           | Тельман   | -               |
| Яккадінський джамоат   | -          | 6085            | Яккадін   | -               |

## Історія
Район був утворений на початку XX століття як Молотовабадський район у складі Курган-Тюбинської області Таджицької РСР, пізніше перейменований в Кумсангірський район.